# Liste der Wappen im Freien Gemeindekonsortium Trapani
Die Liste der Wappen im Freien Gemeindekonsortium Trapani zeigt die Wappen der 24 Gemeinden im Freien Gemeindekonsortium Trapani der autonomen Region Sizilien der Republik Italien. In dieser Liste sind die Wappen jeweils mit einem Link auf die Gemeinde angezeigt.

## Wappen des Freien Gemeindekonsortiums Trapani

Freies Gemeindekonsortium Trapani
Lage in Italien

## Wappen der Gemeinden des Freien Gemeindekonsortiums Trapani

Alcamo
Buseto Palizzolo
Calatafimi Segesta
Campobello di Mazara
Castellammare del Golfo
Castelvetrano
Custonaci
Erice
Favignana
Gibellina
Marsala
Mazara del Vallo
Paceco
Pantelleria
Partanna
Petrosino
Poggioreale
Salaparuta
Salemi
San Vito Lo Capo
Santa Ninfa
Trapani
Valderice
Vita